# Museo de Arte Religioso de Santa Mónica
El Museo de Arte Religioso Ex Convento de Santa Mónica es un museo de arte sacro ubicado en la Ciudad de Puebla. El edificio, construido en el siglo XVII, fue el Convento de Santa Mónica.

## Historia
Hasta 1934, el edificio era un convento femenino, pero durante el gobierno de Plutarco Elías Calles las instituciones religiosas fueron suprimidas y perseguidas de acuerdo a las leyes de Reforma. Por esta razón, en 1935 se convirtió en un museo donde se reunieron colecciones de pintura y escultura religiosa de distintos conventos femeninos de la entidad, y en 1940 se incorporó al Instituto Nacional de Antropología e Historia.

## Edificio
Se trata de un edificio construidos en el siglo XVII, que recibió modificaciones en el XVIII, una intervención mayor en el siglo XIX y principios del XX. Su estilo es barroco poblano, el cual se aprecia en las fachadas del Patio de Profesas, por el uso de Talavera poblana y petatillo. Sin embargo, posee otros estilos como el neoclásico.
El museo tiene dos patios, Profesas y Novicias, 23 salas de exposición permanente con diversas temáticas relativas a la vida conventual y al arte sacro.

### Restauración
Entre 2006 y 2011, el edificio fue intervenido y restaurado, y se creó una propuesta museográfica nueva para que los visitantes pudieran conocer cómo vivían las monjas agustinas recoletas tomando en cuenta las pinturas, los artículos de cerámica, los libros, objetos litúrgicos entre otros.

## Colecciones y museografía
Cuenta con obras de autores virreinales, como Juan Correa, Pascual Pérez, Juan de Villalobos, José Patricio Polo, Luis Berrueco, José de Marimón, Miguel Cabrera, Nicolás Rodríguez Juárez, Francisco Castillo, Miguel Jerónimo de Zendejas, Lorenzo Zendejas, Rafael Morante, así como atribuidas a Juan Tinoco.
Debido a las adecuaciones del inmueble, la propuesta museográfica permite conocer la vida cotidiana de las monjas agustinas recoletas, así como los procesos democráticos que tenía su organización para elegir a las novicias y las pruebas que debían realizar las aspirantes para ser aceptadas a la orden.
En 12 salas, se puede apreciar la vida cotidiana de las monjas, desde la cocina, el refectorio, el pasillo de San Agustín, las labores monjiles, entre otros temas. El museo también posee acervo que pertenecía a otros conventos, como el de La Soledad, Capuchinas y Catalinas; también esculturas estofadas, de cera y textiles que elaboraban las religiosas. 
En la pinacoteca de la escuela poblana de los siglos XVII y XVIII se pueden apreciar obras de Miguel Cabrera, Luis Barruecos y las pinturas de las monjas coronadas.